# Гриндейл (Чилливак)
Гринде́йл (англ. Greendale), ранее Сумас (англ. Sumas) — деревня (англ. village), преимущественно сельскохозяйственное поселение на западной окраине Чилливака в канадской провинции Британская Колумбия. Гриндейл расположен в 92 километра (57 миль) к востоку от Ванкувера, у восточной окраины города Абботсфорд. Река Веддер (Чилливак) образует границу между Гриндейлом и поселением Ярроу, расположенным южнее.
В Гриндейле расположен заповедник Грейт-Блю-Херон (рус. Большой голубой цапли).

## История
Гриндейл первоначально назывался Сумас, но был переименован в 1951 году, чтобы избежать путаницы с прилегающим муниципалитетом, округом Сумас (сейчас являющимся частью города Абботсфорд), а также находящимся неподалёку американским городом Сумас в штате Вашингтон. Район является одной из старейших оседлых фермерских общин в Британской Колумбии.
В 1858 году Королевские инженеры, участвовавшие в исследовании границы (1858—1862), основали лагерь в Сумасе у реки Веддер. Для снабжения этого лагеря недалеко от устья реки Сумас, в месте где она впадает в реку Фрейзер был создан склад. Этот склад и рыбосольный завод компании Гудзонова залива, расположенный неподалеку, стали первыми колониальными сооружениями, построенными в Сумасе. Первые европейские поселенцы прибыли в район Сумас в 1860-х годах и сосредоточилось на развитии сельскохозяйственных угодий. Для первых фермеров хорошим источником дохода стало сливочное масло и другие фермерские продукты, которые покупали золотоискатели.
Многие из первых евроканадцев, прибывших из Онтарио и поселившихся в районе Сумас, были фермерами или выходцами из небольших городов и прихожанами методистской церкви. В 1886 году на земле, пожертвованной Джорджем Чедси, была построена методистская церковь Сумаса. Она стала третьей методистской церковью в районе Чилливак и была одним из звеньев в цепи церквей, которые связывали между собой населённые пункты долины Фрейзера. В 1925 году методистская и пресвитерианская церкви по всей Канаде объединились в Объединённую церковь. Прихожане Сумаса последовали этому примеру, и название церкви было изменено на Объединённую церковь Сумаса. В 1971 году церковь закрылась, так как из-за снижения посещаемости община объединилась с Карманской объединённой церковью в Сардисе. С тех пор здание церкви несколько раз продавалось, но остаётся частью наследия общины.
В 1867 году в местечке Миллерс-Лэндинг, известном как Сумасс, было открыто колониальное почтовое отделение. Оно располагалось в магазине Дэвида Миллера, который был построен в 1866 году. В 1872 году, через год после вступления Британской Колумбии в конфедерацию, почтовое отделение стало отделением правительства доминиона Британской империи.
С появлением поселения возникла необходимость в школе, и 13 октября 1871 года был создан школьный округ Сумас. Сначала школа работала в арендованном здании. Весной 1873 года была открыта новая школа на территории, площадью около 20 ар, пожертвованной Джорджем Чедси. Эта школа использовалась в течение многих лет, пока в 1927 году не была построена новая школа Сумас. Позже это здание было заменено новой постройкой.
До 1924 года поселение находилось на берегу озера площадью 4000 гектар у подножия горы Сумас. Озеро Сумас было осушено в 1924 году. После того, как было осушено озеро Сумас, появилось больше территории для поселения, и население района выросло. Меннонитское поселение появилось в Сумасе в апреле 1930 года, когда большой лесной участок площадью 274 га, принадлежавший Северной строительной компании, был разделен на 28 участков, площадью от 7,2 до 10 га каждый. Земля занимала территорию, ограниченную Адамс-роуд, Хопедейл-роуд, Саут-Сумас-роуд и Сумас-Прери-роуд, и предлагалась по цене 42,00 доллара за акр. Покупка этой земли была доступна только семьям меннонитов. Продажа этого участка земли привела к развитию коммерческого центра Сумаса. Кроме того, в конце 1920-х годов завершение строительства Трансканадского шоссе, которое проходило через посёлок, создало новые возможности для бизнеса.
Район сильно пострадал от наводнения 1948 года. В то время из-за небрежности дамбы были покрыты зарослями деревьев и кустарников, что усугубляло последствия наводнений. В результате наводнения 1948 года дамба Сумас (Гриндейл) была разрушена. Сегодня сохранились свидетельства этих наводнений, и их следы можно увидеть на различных достопримечательностях Гриндейла, таких как церковь Сумас.
В 1960 году была построена новая четырёхполосная автострада Трансканадского шоссе, которая обошла Гриндейл стороной. Некоторые предприятия закрылись, и община потеряла часть того оживления, которое было характерно для Гриндейла до этого времени. Однако есть напоминания о том, что Трансканадское шоссе когда-то проходило через Гриндейл — несколько старых километровых указателей можно увидеть на всём протяжении дороги, которая теперь называется Йель Роуд.

## Население
По данным переписи населения 2016 года и данным статистической службы Канады по состоянию на 2019 год в Гриндейле проживало 3305 человек, при средней плотности населения 84 человека на квадратный километр — это на 76 % ниже, чем в Чилливаке. Средний возраст жителей Гриндейла составил 37 лет, соотношение количества мужчин к количеству женщин — 0,9 к 1. В Гриндейле насчитывалось 81 % женатых пар, 50 % семей проживали с детьми. Говорили только на английском 96,0 % населения. Помимо европейцев, в Гриндейле 2,29 % населения составляли выходцы из Южной Азии, 0,49 % населения — китайцы, 0,49 % населения — филиппинцы.
| Страна                    | Процент населения |
| ------------------------- | ----------------- |
| Великобритания            | 2,0               |
| Нидерланды                | 1,4               |
| Германия                  | 0,9               |
| Соединенные Штаты Америки | 0,6               |
| Филиппины                 | 0,6               |

## Образование
В Гриндейле есть всего несколько начальных школ. Кроме того, в Гриндейле нет ни одной средней школы. В рамках проекта картографирования ECD Mapping Project организация Human Early Learning Partnership (HELP), созданная на базе университета Саймона Фрейзера и университета северной Британской Колумбии, отбирает и наносит на карту социально-экономические показатели, которые полезны для понимания характеристик района и того, как эти характеристики могут повлиять на раннее развитие ребёнка. Сюда входят данные о населении на основании данных переписи 2001 и 2006 годов. HELP также использует некоторые данные по подоходному налогу за 1998 и 2004 годы и имеет доступ к к административным данным об услугах по уходу за детьми. Все записи обрабатываются по тем же районам и школьным округам, которые используются для анализа результатов в рамках электронного обмена данными.
| Наименование                          | Адрес                                         |
| Учреждения дошкольного образования    | Учреждения дошкольного образования            |
| ------------------------------------- | --------------------------------------------- |
| Unsworth StrongStart Centre           | 5685 Unsworth Rd, Chilliwack BC, V2R 4P5      |
| Franc Depart La-Verendrye StrongStart | 6610 Lickman Rd, Chilliwack BC, V2R 4A9       |
| Начальные школы                       |                                               |
| Unsworth Elementary                   | 5685 Unsworth Rd, Chilliwack BC, V2R 4P5      |
| Evans Elementary                      | 7600 Evans Rd, Chilliwack BC, V2R 1L2         |
| Greendale Elementary                  | 6621 Sumas Prairie Rd, Chilliwack BC, V2R 4K1 |
| Tyson Elementary                      | 45170 S Sumas Rd, Chilliwack BC, V2R 1W9      |
| La Verendrye                          | 6610 Lickman Rd, Chilliwack BC, V2R 4A9       |